# Carlomano da Baviera
Carlomano (em alemão: Karlmann; em latim: Karlomannus; c. 830 – 22 de março de 880) foi um rei franco da dinastia carolíngia. Foi o filho mais velho do rei da Frância Oriental Luís, o Germânico (r. 817–876) e Ema (r. 843–876), filha de um conde bávaro. Seu pai tornou-o marquês da Panônia em 856, e, com a morte de seu pai em 876, tornou-se rei da Baviera. Nomeado por Luís II da Itália (r. 844–875) como seu sucessor, o Reino da Itália foi tomado por seu tio Carlos, o Calvo (r. 840–877) em 875. Carlomano apenas conquistou-o em 877. Em 879, estava incapacitado, talvez por um AVC, e abdicou a Baviera a Luís, o Jovem (r. 876–882) e a Itália a Carlos, o Gordo (r. 876–888).

## Vida

### Início da vida
A data de nascimento de Carlomano é incerta, mas foi provavelmente em torno de 830. Seu nome pode estar conectado a vontade de seu pai de governar a Alamânia à época da reunião de seu pai em Worms em 829; o primeiro carolíngio homônimo a governar o país em 741–48 subjugou-o aos francos. Carlomano estava velho o suficiente para participar na guerra civil de 840–43, travada entre seu pai e tios, Lotário I (r. 817–855) e Carlos, o Calvo (r. 840–877). Sua primeira aparição pública registrada é como líder de um exército de reforços da Baviera e Alamânia que levou a seu pai em Worms em 842. Ele subsequentemente liderou-o em batalha junto com seu pai e tio (Carlos) contra seu outro tio. Era o começo de uma carreira guerreira. Notker, o Gago, que lamentou o declínio da dinastia uma geração depois, chamou-o "Carlomano, o Belicosíssimo" (em latim: bellicosissimus).
Em outubro de 848, estava presente no concílio de seu pai em Ratisbona, onde o oficial eslavo (duque) Pribina foi recompensado por seu serviço em defender a fronteira bávara. Na carta confirmando a concessão, assinou primeiro entre os magnatas seculares (após os eclesiásticos). Na década de 940, relacionou-se com a concubina Liutsuínda, filha do conde bávaro Ratoldo e cunhada do conde Sigiardo de Craichgau. Foi sua primeira ação politicamente independente e confirma sua íntima conexão com a Baviera. Em torno de 850, Liutsuínda deu-lhe um filho, Arnulfo. Esse nome foi escolhido, pois era distintamente dinástico (o fundador da família carolíngia foi o bispo Arnulfo de Metz), e ainda assim nunca havia sido usado por um rei reinante, e foi então apropriado para um filho mais velho ilegítimo. A escolha do nome é a prova mais segura de que Liutsuínda e Carlomano não estavam legalmente casados. Em torno de 860, Arnulfo e seu primo, Hugo, filho ilegítimo do irmão de Carlomano, Luís, estavam em Coblença na corte de seu avô, que provavelmente supervisionou sua educação militar e manteve-os para garantir o bom comportamento de seus pais.

### Guardião da fronteira sudeste

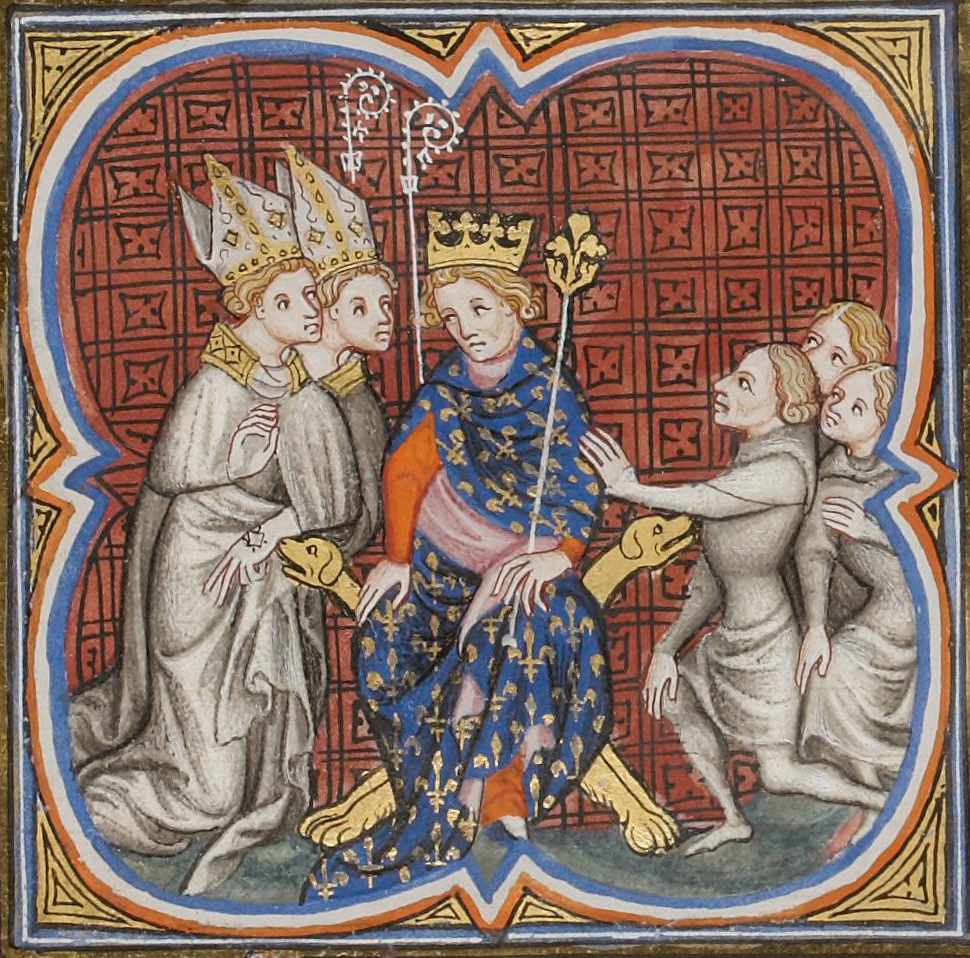
Iluminura de, século XV

Em 856, Luís associou Carlomano a seu governo ao nomeá-lo prefeito da Marca da Panônia, a fronteira bávara defrontando a Grande Morávia e Panônia Inferior. Ele não lhe deu a sede tradicional em Tulln na Panônia, mas segundo os Anais de Fulda (863), deu-lhe o título de "prefeito dos carantanos" (em latim: praelatus Carantanis) e colocou-o mais ao sul, em região mais periférica, talvez como forma de impedir que tentasse tomar o poder de seu pai. De 857 em diante, Carlomano e seu irmão foram testemunhas ocasionais das cartas de seu pai. Em 862, Carlomano revoltou-se e tentou estender seus domínios, mas foi derrotado. Em 865, a partilha da Frância Oriental "em linhas étnicas" que Luís estava preparando foi divulgada em Francoforte: seus três filhos receberam porções de importância junto das fronteiras e foram casados com a aristocracia local das regiões a eles designadas.
Carlomano casou-se com a filha de um líder militar bávaro (duque) chamado Ernesto, que os Anais de São Bertino descrevem como "o maior de todos os grandes homens do rei". Esse casamento deve ter ocorrido antes da desgraça e demissão de Ernesto em 861, pois Luís fortemente desaprovou seu segundo filho a procurar um casamento numa família que igualmente foi desgraçada em 858–59. Carlomano não recebeu o título de rei durante a vida de seu pai, e o último reteve o controle sobre os bispados, contados terras fiscais e e importantes casos judiciais. A carta de Carlomano para seu pai em 869 sobreviveu, descrevendo as condições da fronteira. Por volta de década de 870, segundo os Anais de São Bertino, Ema encorajou seu marido a favorecê-lo em detrimento de seus irmãos. Isso é o primeiro envolvimento registrado de Ema na política, e pode estar relacionado a doença de Luís durante 869–70. Por outro lado, o historiador Ernst Dümmler pensou que Carlomano pode ter sido um "filhinho da mamãe" (Muttersöhnchen).

### Governante da Itália

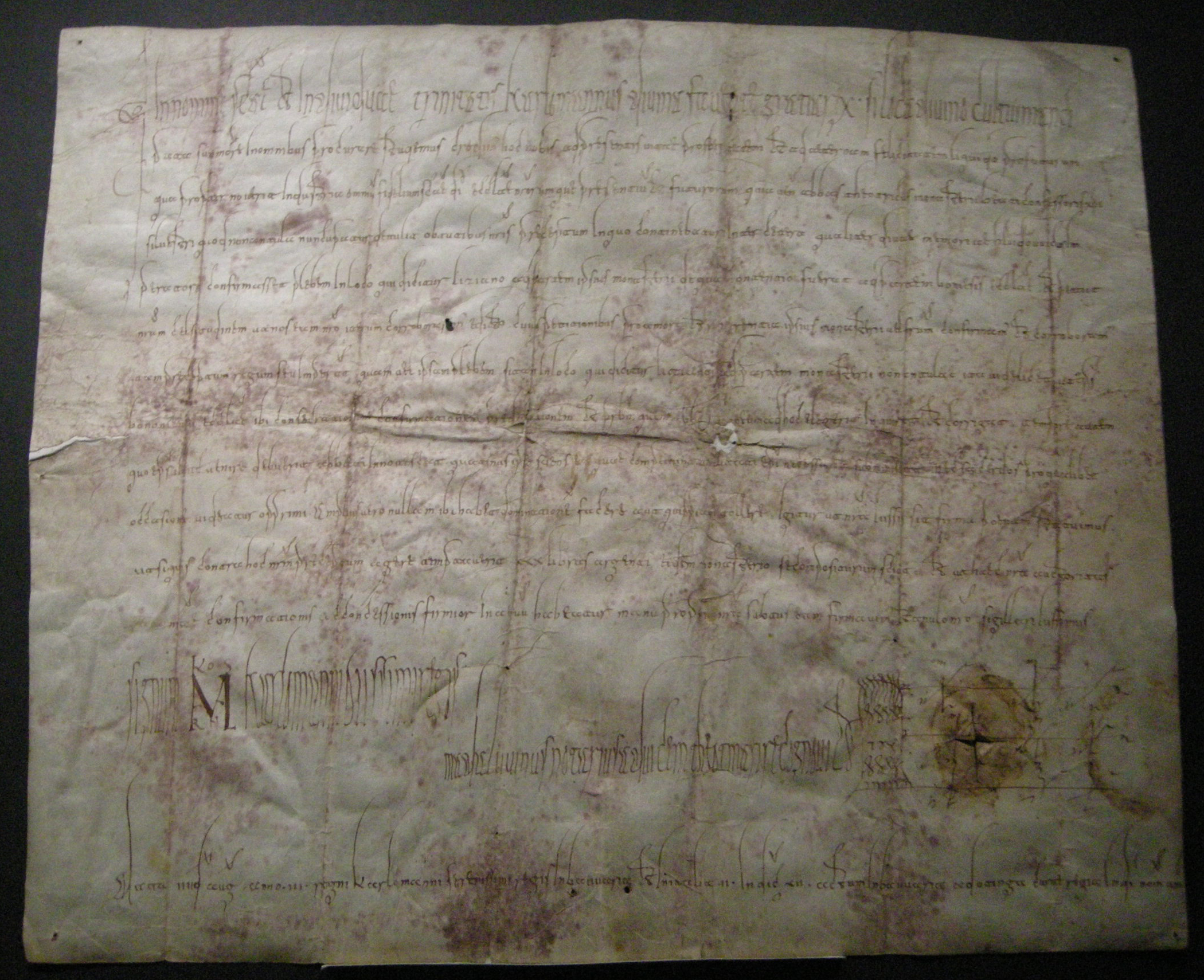
Uma carta original na qual Carlomano confirma a Abadia de Nonantola em sua posse do batistério rural (pieve) em Lizzano

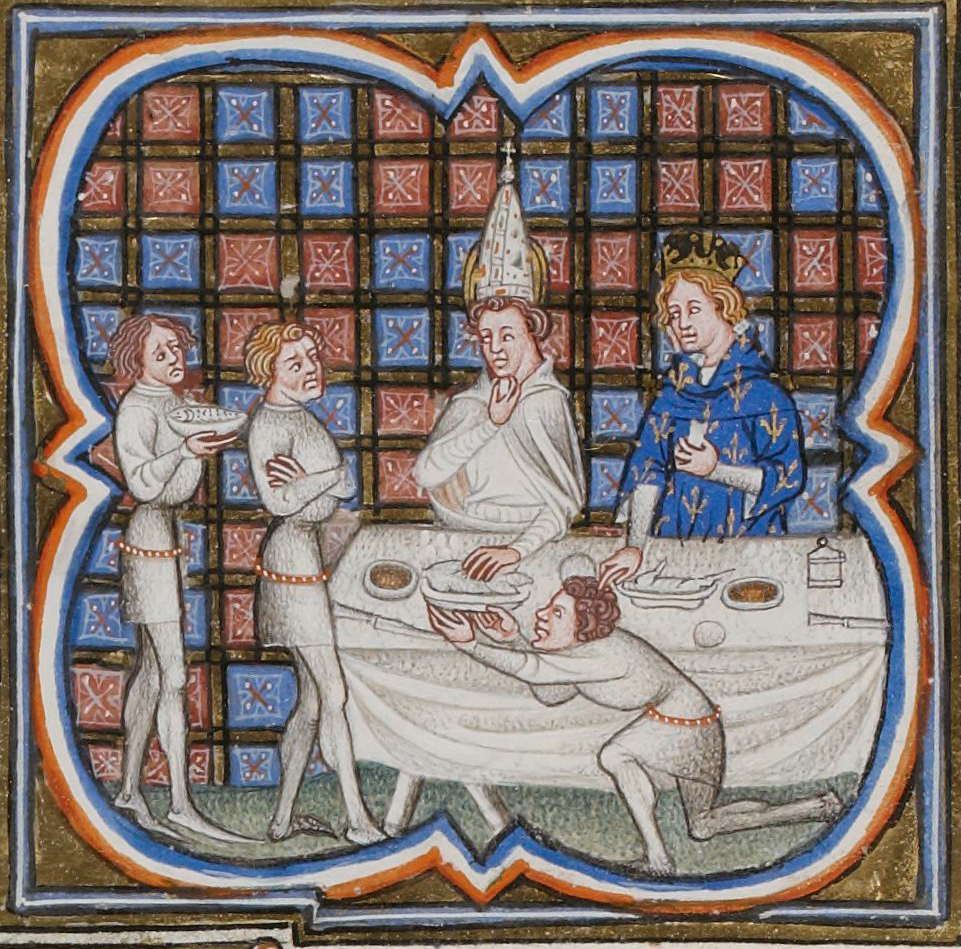
Iluminura de e, século XIV

Em 12 de agosto de 875, Luís II da Itália (r. 844–875) morreu e seu reino foi reclamado por Luís, para seus filhos Carlomano e Carlos; e por Carlos, o Calvo. O Papa João VIII (r. 872–882), lidando com a constante ameaça das invasões da Sicília muçulmana, ficou com Carlos, o Calvo. Carlomano liderou um exército à Itália, onde conferiu um diploma à Abadia de São Clemente, uma das casas mais favorecida de Luís II. No diploma, Carlomano declarou-se o sucessor escolhido de Luís. Segundo os Anais de Fulda, Carlos ofereceu-o "grande soma em ouro e prata e pedras preciosas" para fazê-lo deixar a Itália. Em 28 de agosto de 876, Luís morreu e seus filhos tornaram-se reis em seus reinos atribuídos. Em 6 de outubro de 877, Carlos, o Calvo morreu e mais tarde naquele mês Carlomano conseguiu ser eleito rei da Itália pelos nobres reunidos em Pávia. A atração pela Itália era "o saque que aparentemente era aceitável quando um rei assumiu um reino", fornecendo recompensas que poderiam ser compartilhados com seus apoiantes e mais do que compensar o custo de criar um exército e cruzar os Alpes. Carlomano foi um dos únicos dois reis carolíngios a Itália — seu irmão e sucessor Carlos foi o outro — que não emitiram um capitular no começo de seu reinado a fim de proclamar sua legitimidade e afirmar sua manutenção às tradições do bom governo.
Na Itália confirmou o ato de seu predecessor que fez bispos missi dominici (representantes reais) permanentes em suas dioceses. Ele acrescentou novo regulamento expandindo a jurisdição dos bispos para obter lealdade. Sua concessão ao bispo Guibodo de Parma do districtio, ou autoridade temporal no distrito fora das muralhas da cidade, foi a primeira concessão desse tipo para um bispo. Pelo tempo da morte de Carlomano, a confirmação das concessões de seu predecessor ao episcopado e negociação de novas em troca de apoio tornaram-se tradição italiana. Em 876, Carlos concedeu a João III direitos jurisdicionais nos ducados de Espoleto e Camerino. Depois de sua sucessão, Carlomano apoiou os duques Lamberto I (r. 859–871 e 876–880) e Guido III (r. 880–894) que reclamaram os direitos como representantes reais que Carlos ofereceu ao papa.
Em 879 Carlomano doou terras ao Mosteiro de Santa Cristina pelo palácio real de Olona. Embora foi relatadamente construído durante o século VIII, o primeiro registro de sua dedicação a Cristina é encontrado em uma carta de Carlomano. Numa carta de 7 de junho de 879, João III, não conseguindo convencer Luís, o Gago, herdeiro de Carlos, o Calvo, a vir a Itália a sua defesa, apelou para Carlomano, a quem rejeitou antes. Mas já era tarde, pois à época Carlomano estava incapacitado. Pouco depois de sua abdicação, conferiu um conjunto de propriedades em torno de Olona à Igreja de São Sisto, fundada pela rainha Engelberga em Placência. Na Itália, também emitiu dinheiros em Milão e Pávia; as emitidos em Milão geralmente portavam a inscrição Rei Carlomano (CARLOMAN REX), enquanto as de Pávia a inscrição HCARLEMANNVS RE. Todos tinham um templo estilizado em um lado; Carlomano não cunhou na Baviera.

### Governante da Baviera

Território de Carlomano (azul) em 877

Na Baviera, Carlomano refundou o palácio e mosteiro em Ötting. Ele dedicou-a a Virgem Maria e "numerosos outros santos cujas relíquias eles foram capazes de coletar com ajuda de Deus". Ele nomeou o amigo de seu pi, o estudioso linguístico Baldão, como seu chanceler. Em 878, pode ter sido objeto de uma tentativa de assassinato. Segundo os Anais de Salzburgo, o rei "estava cercado pelo conde Ermemberto e alguns de seus soldados" em Ergolding, mas o conde aparentemente fugiu à Frância Ocidental, onde foi recebido por Luís, o Gago.
Carlomano preparou seu filho ilegítimo Arnulfo para a sucessão na Baviera. Em uma carta emitida em Ratisbona, chamou-o "filho régio" (filius regalis), um termo similar a "o filho do rei" (filius regis), que era o título padrão de um filho real legítimo. Essa política teve apoio, como do abade Reginão de Prüm e dos monge de São Galo, mas também detratatores, que apelaram a seu irmão Luís. No começo de 879, Carlomano foi incapacitado por uma enfermidade, possivelmente um AVC. Luís foi a Baviera para receber o reconhecimento da aristocracia como futuro rei. Partiu por volta da páscoa e Arnulfo tomou controle do reino em nome do pai. Removeu alguns condes proeminentes, que apelaram para Luís restaurá-los. Carlomano tentou legitimar as ações de Arnulfo adicionando o nome de seu filho na oração presente em suas cartas, mas em novembro Luís foi a Baviera para forçar uma resolução da sucessão. Ele restaurou os condes depostos e Carlomano formalmente abdicou seu trono bávaro para seu irmão. Também colocou Arnulfo sob proteção de Luís. Seu irmão Carlos datou seu reinado na Itália a partir de novembro de 879, então Carlomano presumivelmente abdicou daquele reino ao mesmo tempo que na Baviera.

### Enfermidade e morte

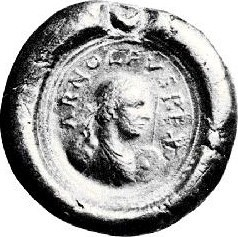
Selo de 890 de Arnulfo da Caríntia

Concernente a condição de Carlomano, os Anais de Fulda (879) registraram que ele perdeu sua voz, mas ainda era capaz de comunicar-se escrevendo. Reginão, escrevendo em sua crônica em torno do ano 880, afirma que ele era "erudito em cartas" (litteris eruditus), o que significa que podia escrever em latim. O encômio inteiro de Região sobre Carlomano afirma:
| “ | O rei mais excelente era erudito em letras, devotado a religião cristã, justo, pacífico, e moralmente direto. A beleza de seu corpo era excepcional, e sua força física foi uma maravilha a contemplar. Ele possuía um espírito muito guerreiro. Ele travou inúmeras guerras com os reis eslavos com seu pai, e mesmo mais sem ele. Ele também retornou o vitorioso em triunfo e expandiu as fronteiras de seu império com ferro glorioso. Ele era moderado para seus próprios homens e um terror vívido a seus inimigos. Ele era encantador no discurso, humilde, e dotado de grande inteligência para gerir os assuntos do reino. Ele era tão habilidoso que era a própria encarnação da majestade real. | ” |

Muitas fontes colocam sua morte em março de 880, mas os Anais de Salzburgo colocam-a em 21 de setembro. Ele foi sepultado numa capela em seu palácio em Ötting. Carlomano deixou um filho ilegítimo, Arnulfo, que continuou como marquês da Caríntia durante os reinados dos irmãos de Carlomano, mas em 887 tornou-se rei da Frância Oriental e em 896 como imperador.